# بلانووتسه (لسکوواتس)
بلانووتسه (به صربی: Belanovce) یک منطقهٔ مسکونی در صربستان است که در لسکواس واقع شده‌است. بلانووتسه ۲۶۵ متر بالاتر از سطح دریا واقع شده‌است.